# Voces8
Voces8 (gestileerd: VOCES8) is een a capella octet uit het Verenigd Koninkrijk. De groep heeft internationaal opgetreden en muziek van diverse genres uitgebracht: klassieke muziek, jazz, pop en hun eigen arrangementen.
Oorspronkelijk werd het octet in 2003 opgericht, in 2005 werd het opnieuw gegroepeerd door de broers Paul en Barnaby Smith. Het grootste deel van zijn geschiedenis bestond het octet uit twee sopranen, twee countertenoren, twee tenoren, een bariton en een bas.
De groep heeft verschillende internationale prijzen gewonnen bij diverse koorwedstrijden, waaronder de Limelight International Artist of the Year (de People's Choice-prijs) in 2021.
Het octet heeft een eigen stichting, de VOCES8 Foundation, een liefdadigheidsinstelling die ook een prijs ontving. Verder is er onder andere een programma voor studenten, het VOCES8 Scholars Programme, dat training biedt aan jonge zangers met interesse in koorzang in het Verenigd Koninkrijk en de VS.
De groep heeft muziek uitgebracht met onder meer het Royal Philharmonic Orchestra, het Philharmonia Orchestra, Eric Whitacre, Paul Simon en Ola Gjeilo. Ook was er samenwerking met diverse anderen. Voces8 heeft ook twee muziekboeken uitgegeven.